# 오창 분기점
오창 분기점(梧倉分岐點, Ochang Junction, 오창JC)은 충청북도 청주시 청원구 오창읍 장대리에 설치된 당진청주고속도로와 중부고속도로가 만나는 분기점이자 당진청주고속도로의 종점이다. 2018년 1월 14일에 개통되었다.

## 역사
- 2013년 11월 29일 : 분기점 신설을 위해 청원군 도시계획시설 교통광장에 오창읍 장대리 일원을 고시[1]
- 2018년 1월 14일 : 당진청주고속도로 옥산 ~ 오창 구간 개통과 함께 통행 개시[2]

## 구조물 정보
전형적인 트럼펫형 분기점으로 건설되었으나, 아산청주고속도로 청주 방향에서 중부고속도로 청주 방향으로의 진출 램프와 중부고속도로 하남 방향에서 당진청주고속도로 아산 방향으로의 진출 램프가 개설되지 않았다.
- 위치 : 충청북도 청주시 청원구 오창읍 장대리

## 접속하는 노선

### 아산방면
- 당진청주고속도로 (13번)

### 청주・하남방면
- 중부고속도로 (30-1번)